# Central Queensland University
Central Queensland University (CQUniversity) – australijska uczelnia wyższa założona w Rockhampton.

## Historia
Poprzednikiem uniwersytetu był Instytut Technologii (The Queensland Institute of Technology (Capricornia)), założony w 1967 roku w Rockhampton. W 1971 roku został on przemianowany na Capricornia Institute of Advanced Education (CIAE). CIAE poszerzał swoją działalność tworząc kolejne kampusy na wschodnim wybrzeżu Australii: w Gladstone (1978), Mackay (1987), Bundaberg (1988), Emerald (1989). W 1990 roku instytut zmienił nazwę na University College of Central Queensland, a dwa lata później otrzymał status uniwersytetu. 
W 1994 roku uczelnia po raz kolejny zmieniła nazwę: na Central Queensland University. Kolejne kampusy powstały w Sydney (1994), Melbourne (1997), Brisbane (1988), Noosa (2001) oraz Gold Coast (2001, został zamknięty w 2013 roku). W 2008 roku uniwersytet przeszedł rebranding i zaczął używać nazwy CQUniversity.

## Struktura organizacyjna
W skład uczelni wchodzą następujące jednostki edukacyjne:
- Szkoła Biznesu i Prawa (School of Business and Law)
- Szkoła Edukacji i Sztuki (School of Education and the Arts)
- Szkoła Inżynierii i Technologii (School of Engineering and Technology)
- Szkoła Nauk Humanistycznych, Nauk o Zdrowiu i Nauk Społecznych (School of Human, Health and Social Sciences)
- Szkoła Nauk Medycznych i Stosowanych (School of Medical and Applied Sciences)
- Szkoła Pielęgniarstwa i Położnictwa (School of Nursing and Midwifery)